# Cherryvale (Carolina del Sud)
Cherryvale és una concentració de població designada pel cens dels Estats Units a l'estat de Carolina del Sud. Segons el cens del 2000 tenia 2.461 habitants.

## Demografia
Segons el cens del 2000, Cherryvale tenia 2.461 habitants, 982 habitatges i 591 famílies. La densitat de població era de 536,8 habitants/km².
Dels 982 habitatges en un 35,6% hi vivien nens de menys de 18 anys, en un 34% hi vivien parelles casades, en un 19% dones solteres, i en un 39,8% no eren unitats familiars. En el 29,6% dels habitatges hi vivien persones soles el 4,2% de les quals corresponia a persones de 65 anys o més que vivien soles. El nombre mitjà de persones vivint en cada habitatge era de 2,51 i el nombre mitjà de persones que vivien en cada família era de 3,17.
Per edats la població es repartia de la següent manera: un 31,5% tenia menys de 18 anys, un 11,2% entre 18 i 24, un 32,9% entre 25 i 44, un 17,4% de 45 a 60 i un 7,1% 65 anys o més.
L'edat mediana era de 29 anys. Per cada 100 dones de 18 o més anys hi havia 102,5 homes.
La renda mediana per habitatge era de 26.893 $ i la renda mediana per família de 26.202 $. Els homes tenien una renda mediana de 26.385 $ mentre que les dones 20.625 $. La renda per capita de la població era de 14.560 $. Entorn del 20,3% de les famílies i el 24,5% de la població estaven per davall del llindar de pobresa.

## Poblacions més properes
El següent diagrama mostra les poblacions més properes.